# Pelestrov
Pelestrov je malá vesnice, základní sídelní jednotka obce Knyk v okrese Havlíčkův Brod. Nachází se asi 1,2 km na západ od Knyku a 0,2 km severozápadně od vesnice Rozňák. Pelestrovem prochází silnice I/38. V roce 2016 zde bylo evidováno 12 adres  a v roce 2011 zde žilo 16 obyvatel
.

## Galerie

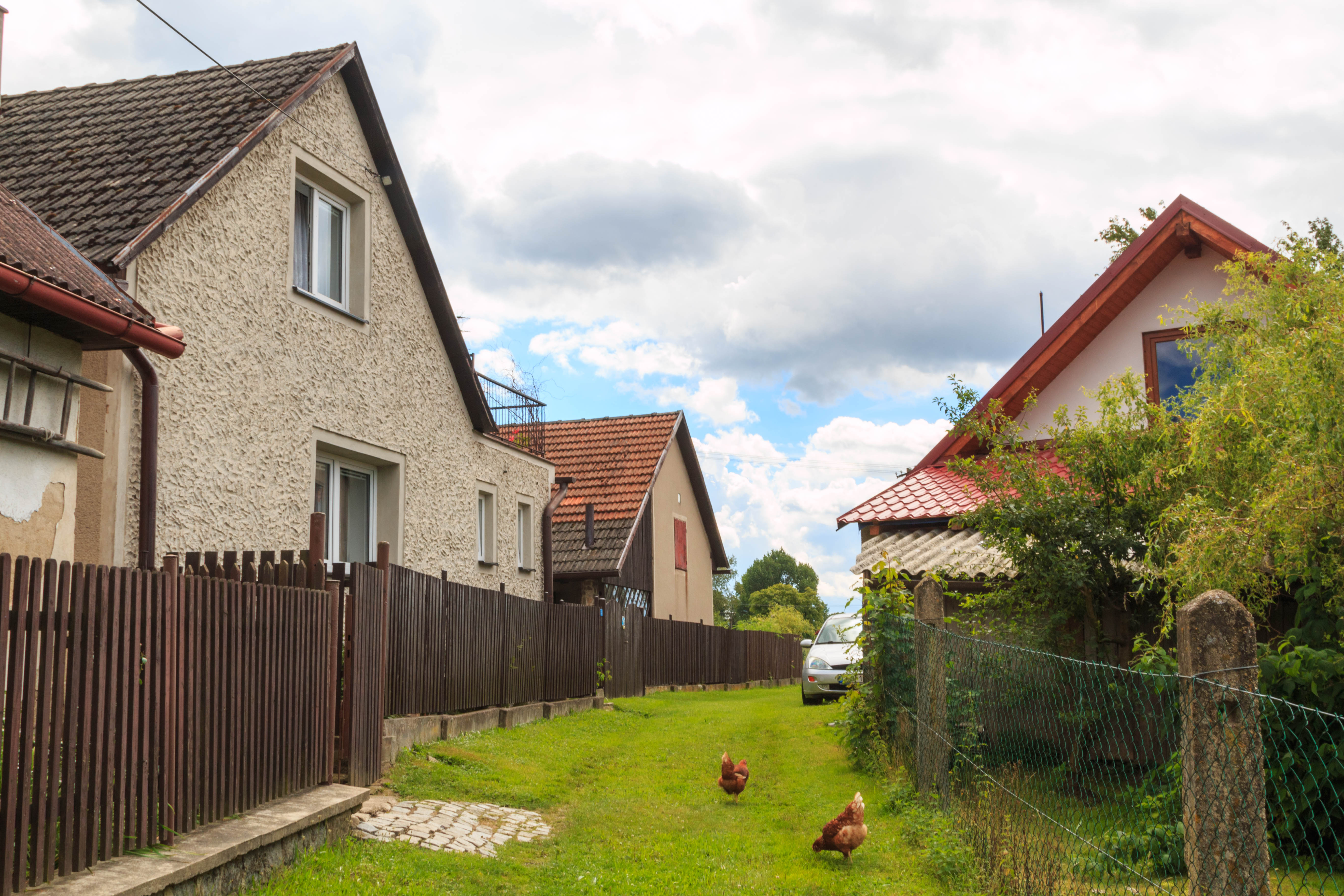
Pelestrov – čp. 78
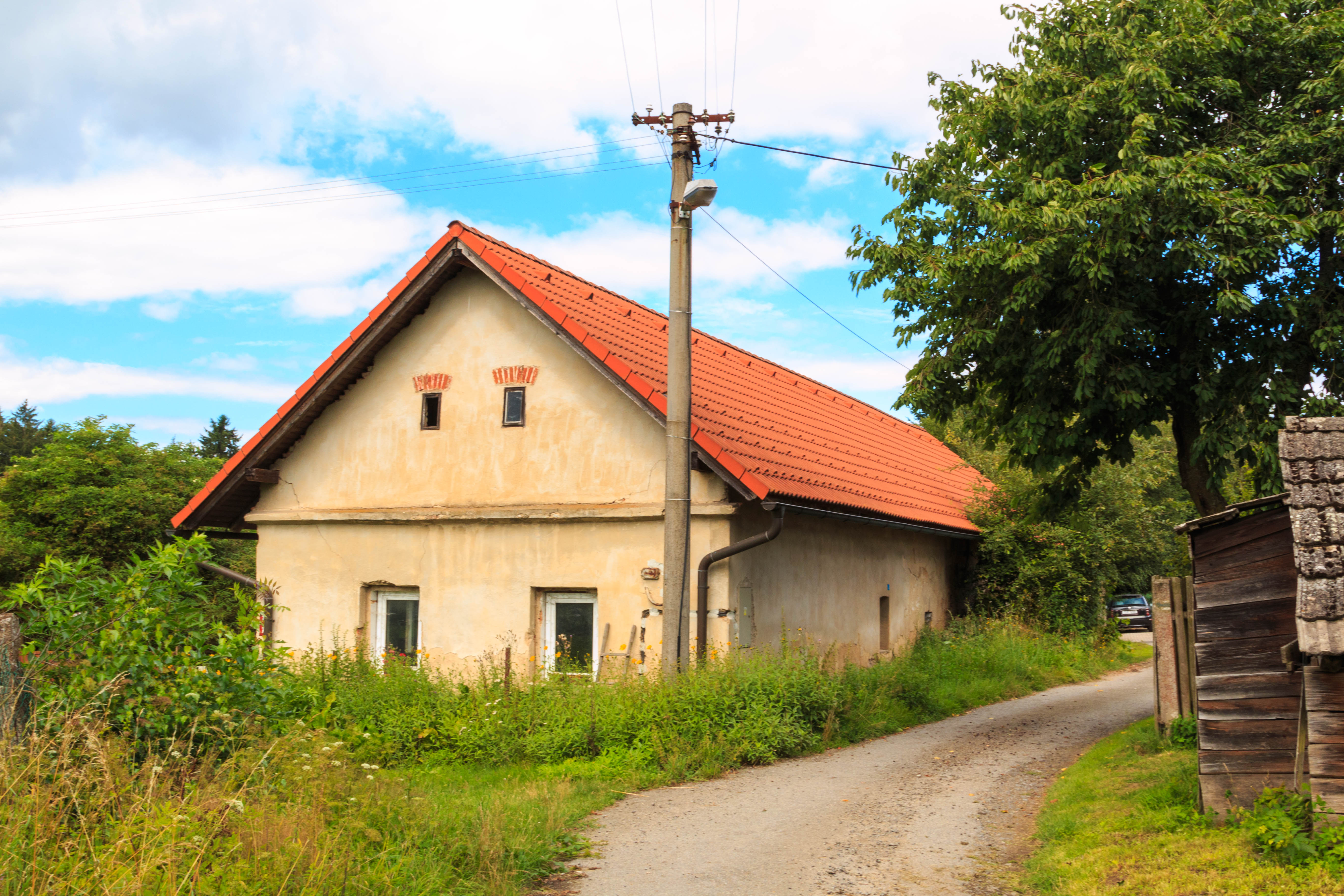
Pelestrov – čp. 75
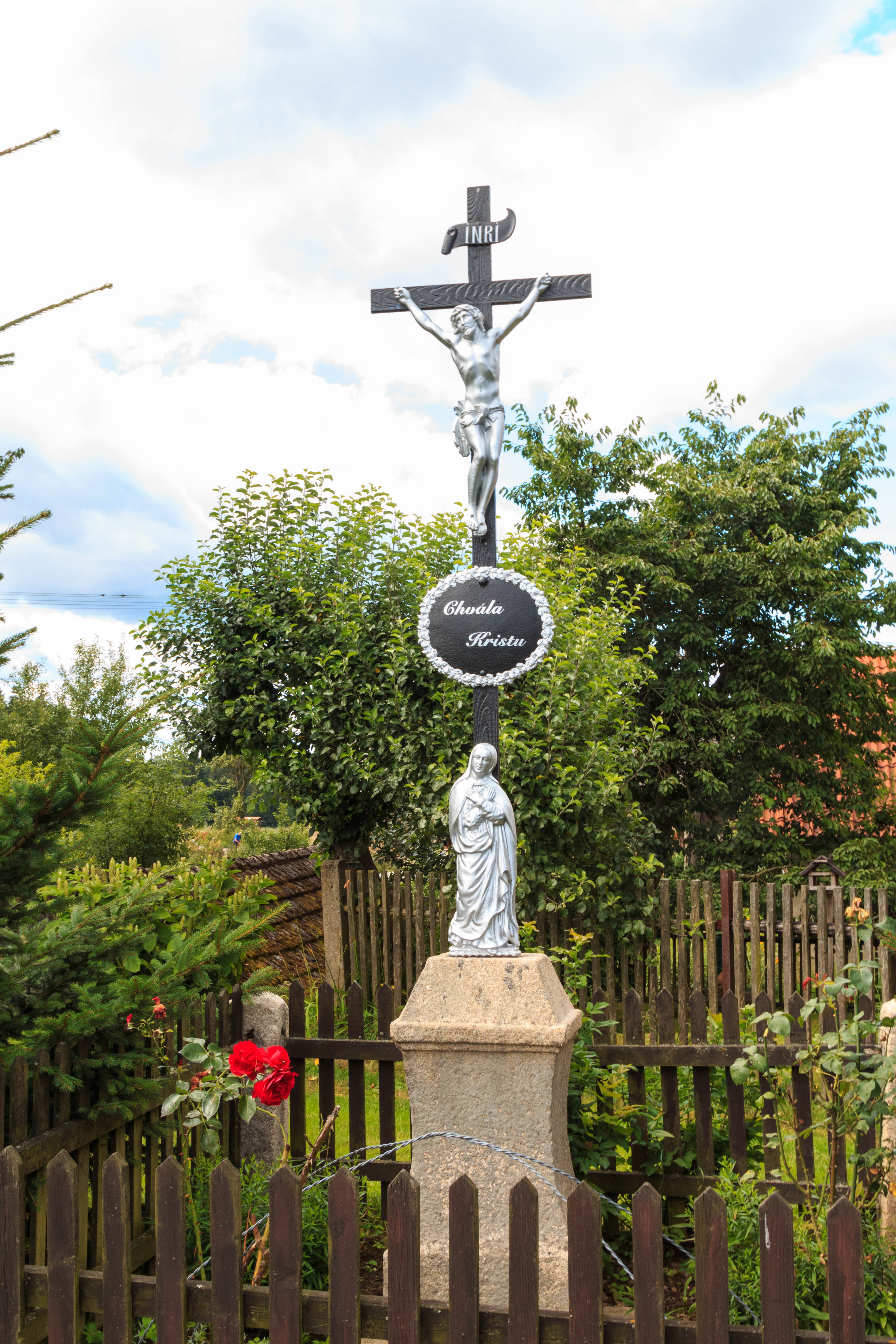
Pelestrov – křížek
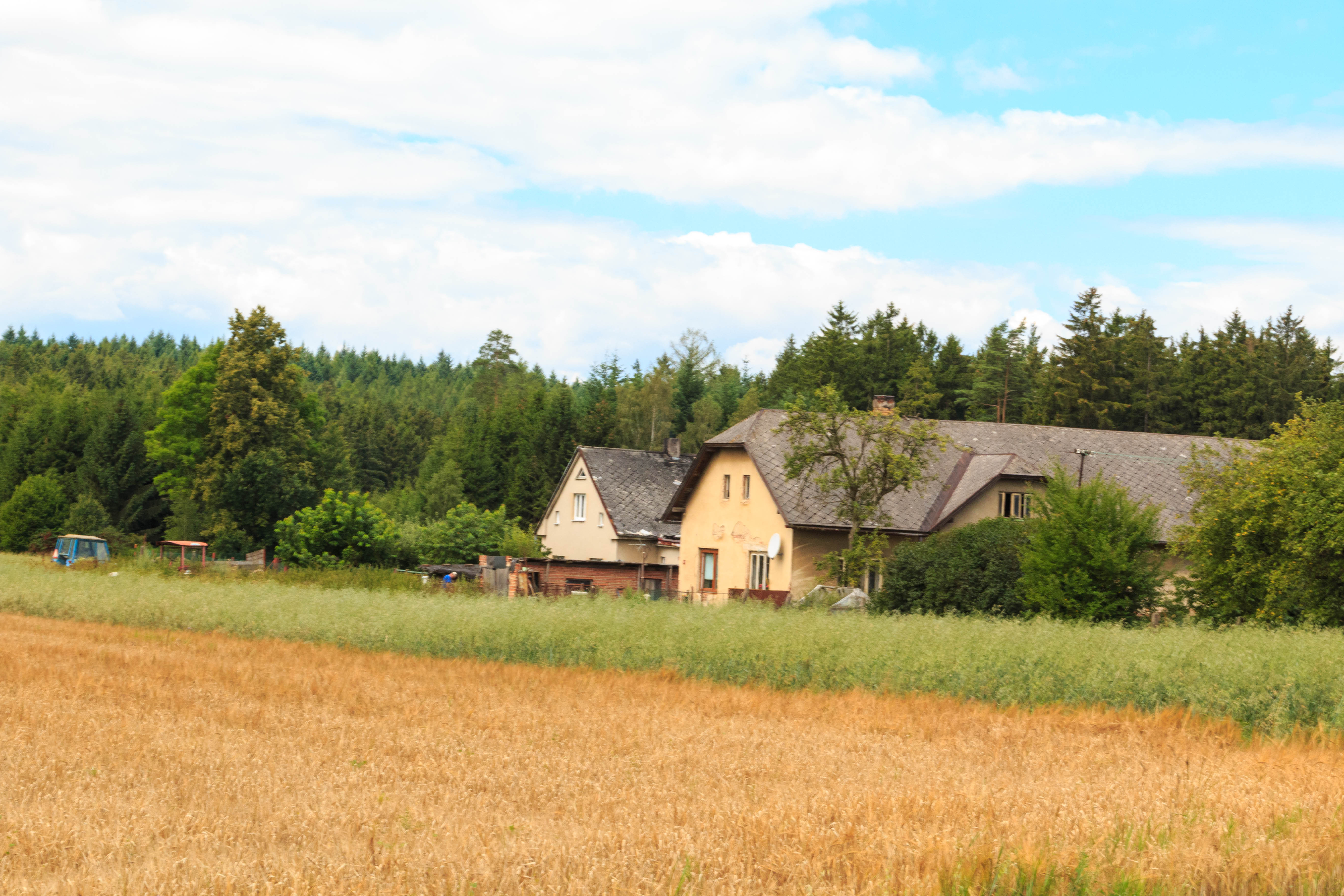
Pelestrov – čp. 76